# 秋紋
秋纹，贾宝玉大丫环之一，排挤小红，因主子赏礼而沾沾自喜，出现次数较频繁。首次出场于第十九回（少时，宝玉回来，命人去接袭人。只见晴雯躺在床上不动，宝玉因问：“敢是病了？再不然输了？”秋纹道：“他倒是赢的，谁知李老太太来了，混输了，他气的睡去了。”）

## 影视形象
- 1987版（红楼梦）柏淑青饰
- 1996版（红楼梦）曾心怡饰
- 2009年（黛玉传）李木子饰
- 2010年（新版红楼梦）耿夏萌饰